# 都於郡城
都於郡城（とのこおりじょう）は、宮崎県西都市にあった日本の城（山城）。国の史跡。建武4年（1337年）に伊東祐持によって築城された。伊東四十八城の一つ。別名、浮船城。
また、都於郡城本丸は「高屋山上陵」（たかやのやまのえのみささぎ、穂穂出見命（ホホデミノミコト・山幸彦）の陵墓）宮内庁伝承地でもある。
　　

## 歴史
都於郡城は南北朝時代から安土桃山時代にかけて日向国に割拠した伊東氏の城の一つ。
建武2年（1335年）、足利尊氏より都於郡三百町を賜って日向国に下向した伊東本宗家の伊東祐持による築城と言われている。後にこの都於郡城を本拠として、勢力を拡大することになる。
祐持の子・伊東祐重の代に大修築が加えられた。『日向記』によれば、「夫より都於郡を経営せんとて弥（いよいよ）家風を定む。大形の指図様体究って、先普請に可入。具足或(あるいは)鍛冶番匠を召集め夜を日に続て急ぎけり。弥精力を励まし吉日を撰て御移住なり。其外、先規の如く馳集（つどい）て門前に市をなす。近習、外様、馬廻以下の屋敷割有しかばさしもに広き山上山下も更になかりけり」とある。
城は戦乱や失火によって4度も火災に見舞われたが、文亀4年/永正元年（1504年）3月5日の大火では、城中からの失火によって城外まで延焼し、建物器物の大半を焼失したこともあった。
伊東氏は後に日向国の大半を領して、伊東四十八城と呼ばれる48の城を持ったが、都於郡城は佐土原城とともにその本城として繁栄する。
天正5年（1577年）に、伊東氏が島津氏の侵略により一時的に衰退すると都於郡城には島津義久が入城し、豊臣秀吉の九州征伐、高城の戦いにおける前線基地となったが、豊臣秀吉により島津氏は根白坂の戦いで完敗し日向国から放逐され、都於郡城は戦後に城主不在となり、事実上の廃城となった。
江戸時代に入ると伊東氏は那珂郡の飫肥城（宮崎県日南市）を本拠とし、飫肥藩主として繁栄した。元和元年（1615年）、江戸幕府の一国一城令により都於郡城は正式に廃城となった。
2000年（平成12年）9月6日に国の史跡に指定され、2001年（平成13年）より整備に伴う遺構確認調査が実施されている。また、都於郡城にて生誕した伊東マンショ（祐益）を記念し「伊東満所像」が設置されている。

## 構造
高さ約100メートルの丘陵に本丸（約3500坪）、二ノ丸（約1200坪）、三ノ丸（約600坪）、奥ノ城（約600坪）、西ノ城（約600坪）の5つの曲輪が築かれている。その外側には10以上もの帯曲輪や腰曲輪が配されている。東西約400メートル、南北約260メートルの広さで、地元では五城郭の通称が用いられている。ちなみに中世の南九州の城は曲輪の名称を「○○丸」ではなく、「○○城」と称することが多い。
五城郭と峰続きに1.3キロメートル東方に日隠城という出城があり、また東ノ城（約450坪）、泉ノ城、南ノ城（約1500坪。高城ともいう）、向江ノ城（約600坪。後に廃される）、向ノ城（約900坪。初めは前ノ城と称された）、中尾城といった出城がある。7つの出城はいずれも丘陵の先端に築かれており、物見櫓のような建物の存在や、主要な往来に配置されているので番所的機能も有していたものと推定される。さらに総延長約4キロメートルもの水堀や池が、五城郭や侍屋敷、寺社地、町人地など取り囲むように巡らされており、中世式城郭の典型的な様式である。大規模な城域（惣構え）は東西約2キロメートル、南北約1キロメートルに及び、築城当時の西国では指折りの威容を誇った。
城の外堀として三財川が利用されており、別名を浮船城と称された。川面に城壁が映り、そのため鮎がここから上流へはさかのぼれなかったという伝承もある。伊東家の黄金期を築いた十代当主伊東義祐は、「春は花 秋は紅葉に 帆をあげて 霧や霞の 浮船の城」と詠んで、城の風雅を讃えた。
城下の要所に多数の神社仏閣を集めて、非常時の際の防衛拠点として活用することは定石だが、都於郡城も同様だった。城下には8つの神社と20もの寺院があった。神社は若宮権現、滝ノ天神跡、荒武神社、岩崎稲荷、都於郡稲荷、原向稲荷、塩竃社跡、慶部権現である。寺院は大安寺（総昌院）、光照寺、黒貫寺、岳惣寺跡、安養寺跡、梅林寺跡、養壽院跡、伝守院跡、長持（大中）寺跡、本永寺跡、円光院跡、大用寺跡、欣浄寺（昭覚院）跡、定徳院跡、大祐（徳翁）寺跡、徳泉寺跡、花立寺跡、一乗院跡、東興庵跡、常楽院跡が確認されている。